# Sông Hàn
Sông Hàn (chữ Nôm: 滝瀚), còn gọi là Hàn giang (chữ Hán: 瀚江. Chữ Hàn này khác với 'Hàn' Quốc, mà là 'Hàn' trong 'Hàn' Lâm và thêm bộ thủy, thực ra phải đọc là "Hãn"), là một con sông nằm ở Đà Nẵng. Nó bắt nguồn từ tỉnh Quảng Nam và đổ ra Biển Đông tại vịnh Đà Nẵng.

## Dòng chảy
Sông Hàn bắt đầu từ ngã ba sông giữa các quận: Cẩm Lệ, Hải Châu, Ngũ Hành Sơn, là hợp lưu giữa 2 con sông Cẩm Lệ và Vĩnh Điện (còn gọi là sông Đò Toản), chảy theo hướng Bắc rồi đổ ra vịnh Đà Nẵng tại chỗ giáp ranh giữa quận Hải Châu và quận Sơn Trà. Sông có dòng chảy từ Nam lên Bắc. Sông Hàn có chiều dài khoảng 7,7 km, chiều rộng khoảng 400 – 600 m (chỗ rộng nhất 700 m, hẹp nhất 300 m), độ sâu trung bình 4 – 5 m.
Đoạn từ ngã ba sông nói trên ngược về phía thượng nguồn tới chỗ cầu Đỏ được gọi là sông Cẩm Lệ. Đoạn tiếp theo từ cầu Đỏ về phía thượng nguồn gọi là sông Cầu Đỏ. Sông Cầu Đỏ do hai con sông: sông Yên và sông Túy Loan (còn gọi là sông Tuy Loan) hợp lại mà thành ở ngã ba sông giữa xã Hòa Tiến (huyện Hòa Vang), xã Hòa Phong (huyện Hòa Vang) và phường Hòa Thọ Tây (quận Cẩm Lệ). Sông Yên là một phân lưu của sông Vu Gia chảy từ huyện Đại Lộc của tỉnh Quảng Nam sang. Còn sông Túy Loan bắt nguồn từ phía Tây huyện Hòa Vang chảy về phía Đông, đến xã Hòa Phú thì nhận hai chi lưu là sông Lỗ Đông ở hữu ngạn từ phía Tây Nam Hòa Vang chảy tới và một sông nhỏ bên tả ngạn.

## Cầu
Hiện nay trên sông Hàn có 6 cây cầu, từ cửa biển trở vào là:
- Cầu Thuận Phước
- Cầu Sông Hàn
- Cầu Rồng
- Cầu Nguyễn Văn Trỗi
- Cầu Trần Thị Lý
- Cầu Tiên Sơn

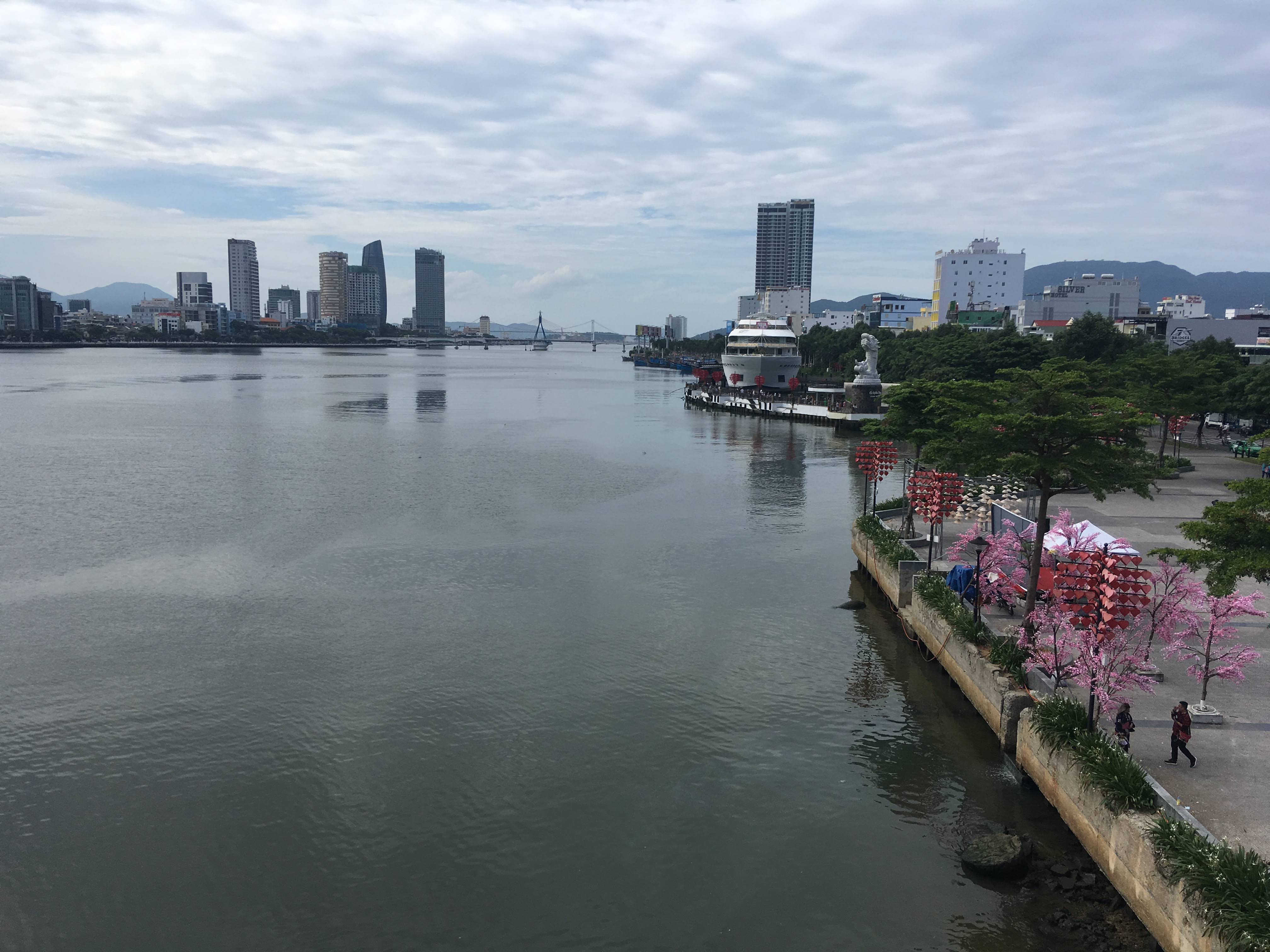
Một góc sông Hàn nhìn từ cầu Rồng
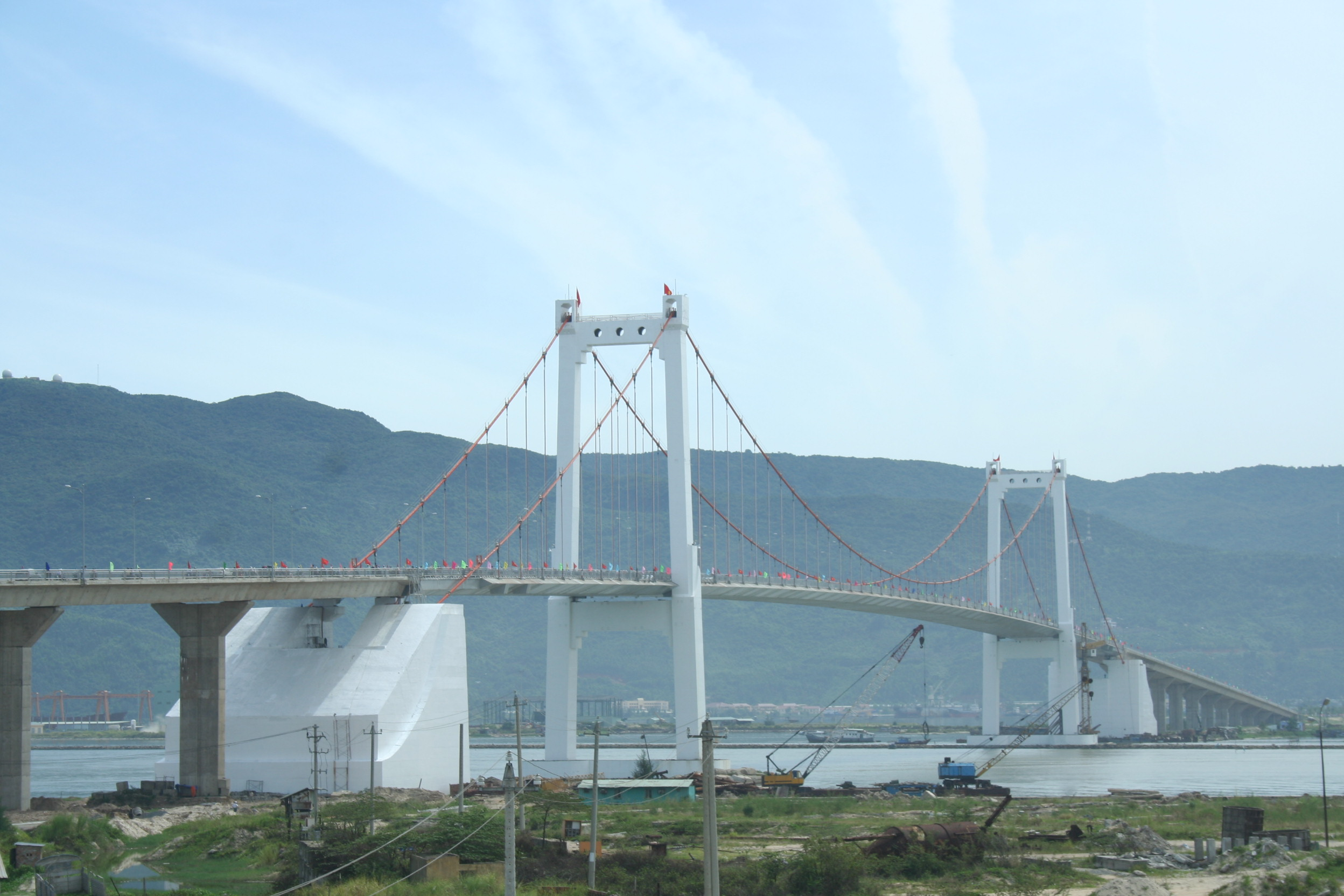
Cầu Thuận Phước
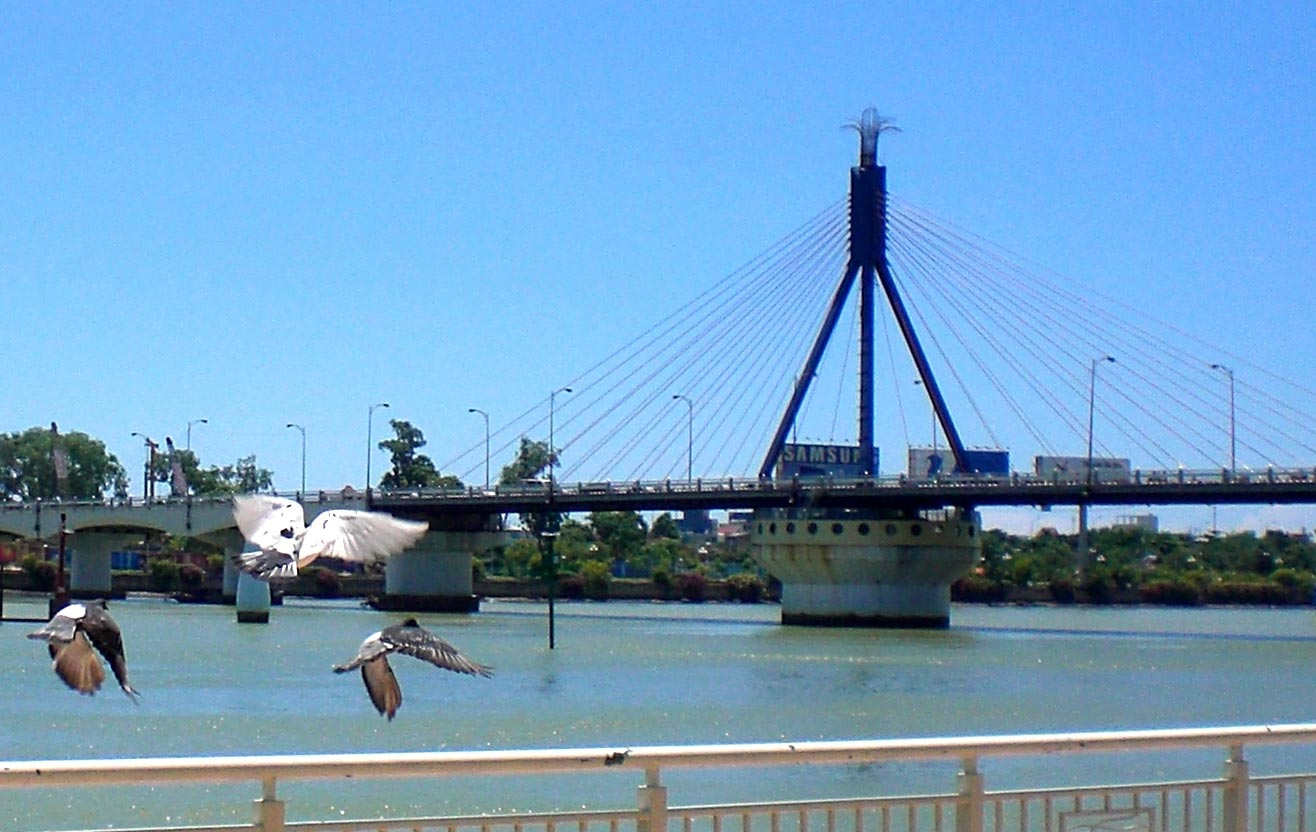
Cầu Sông Hàn
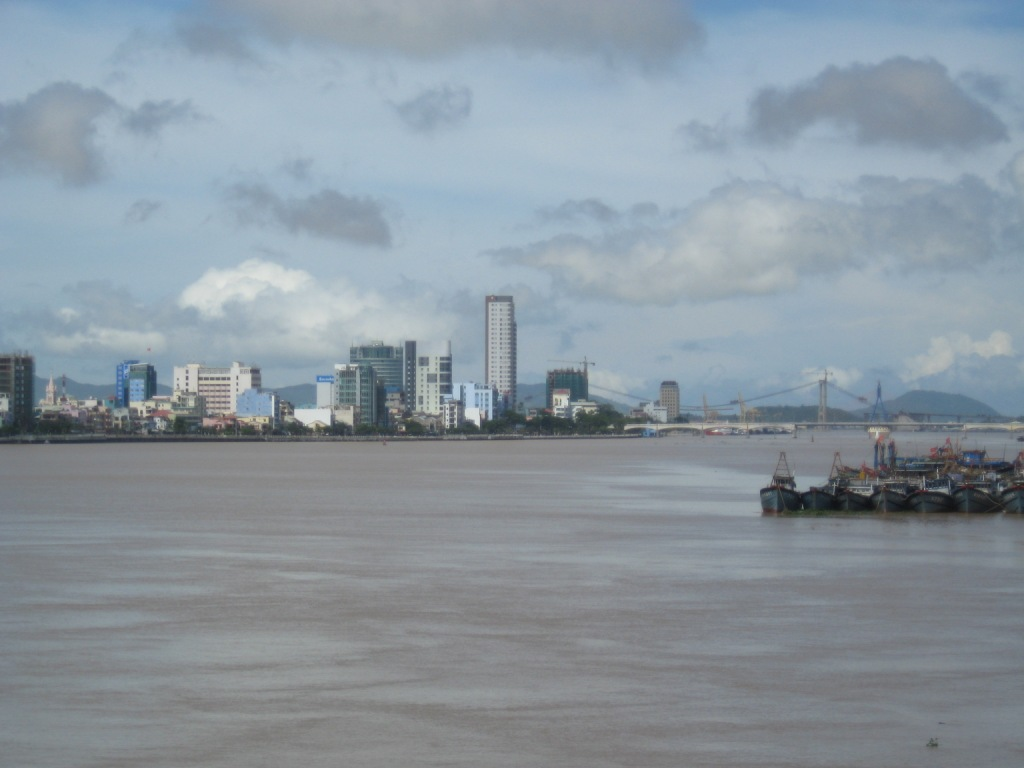
Sông Hàn vào lúc chiều tà
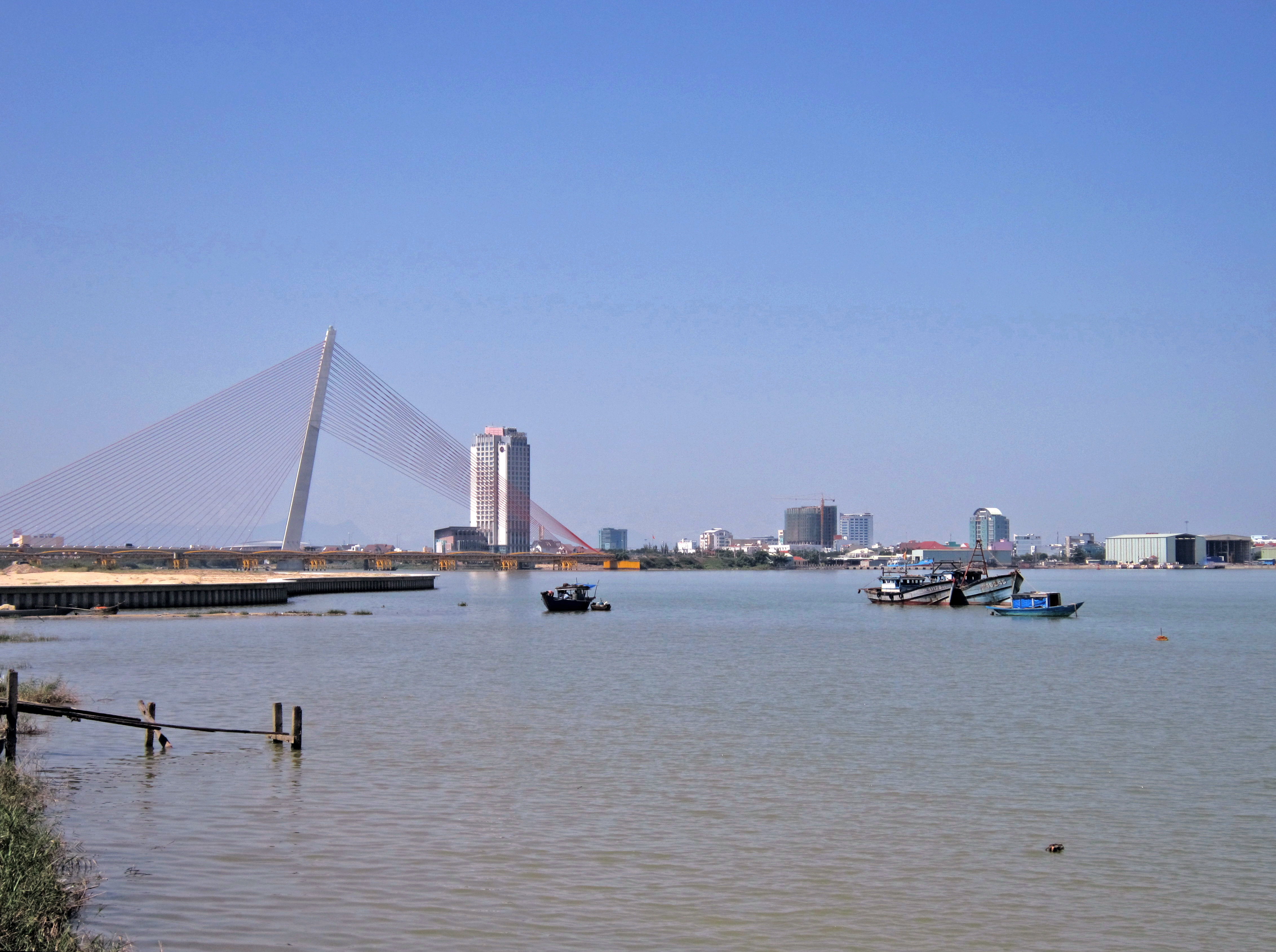
Sông Hàn (bên trái là cầu Trần Thị Lý)
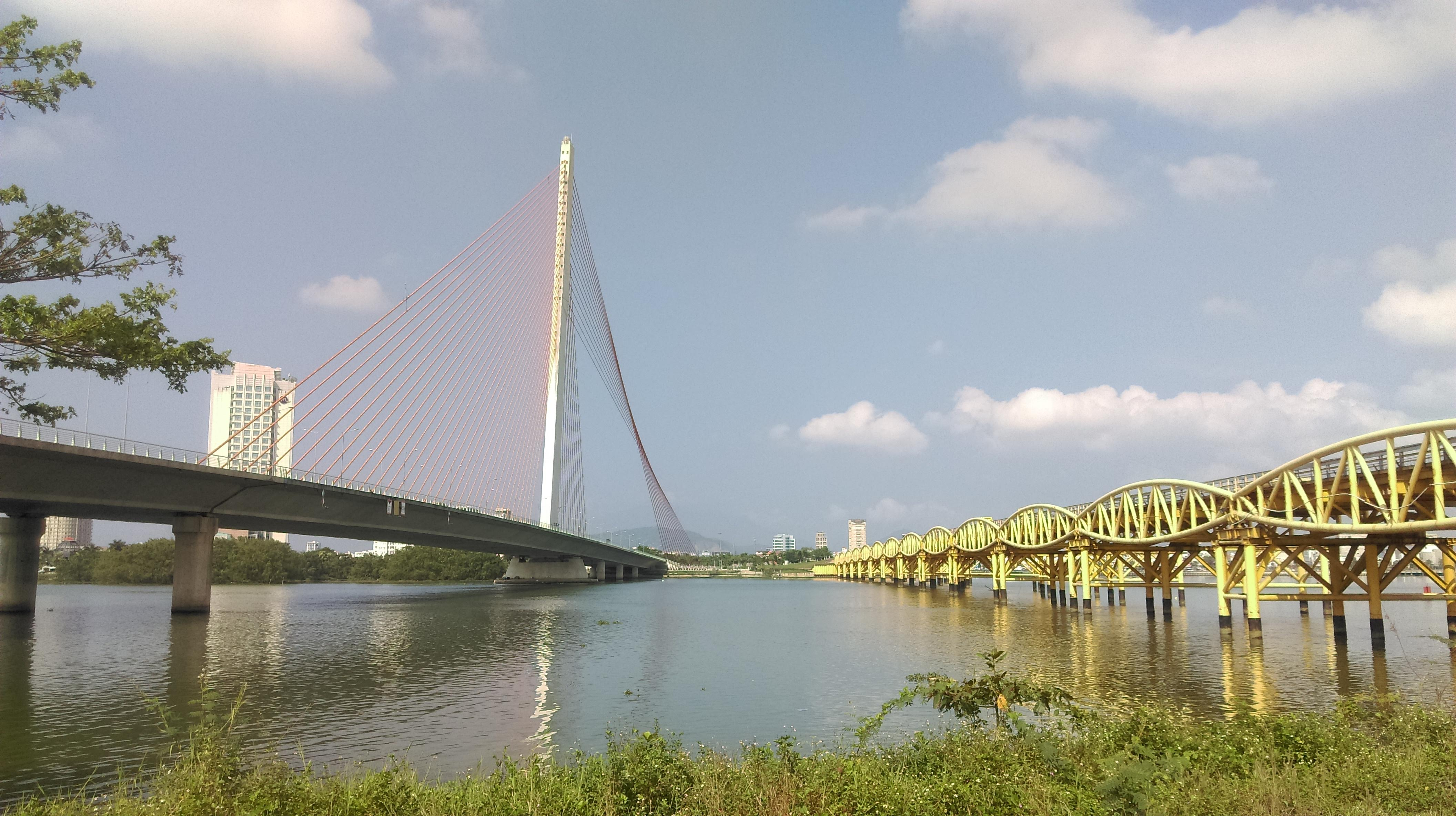
Cầu Nguyễn Văn Trỗi (bên phải) và cầu Trần Thị Lý